# Strangeland
| 전문가 평가             | 전문가 평가 |
| 총 점수                 | 총 점수     |
| 출처                    | 점수        |
| ----------------------- | ----------- |
| 메타크리틱              | 60/100      |
| 평가 점수               |             |
| 출처                    | 점수        |
| AllMusic                | [ 2 ]       |
| Entertainment Weekly    | B           |
| Daily Express           | [ 4 ]       |
| Digital Spy             | [ 5 ]       |
| The Guardian            | [ 6 ]       |
| Knoxville News Sentinel | [ 7 ]       |
| musicOMH                | [ 8 ]       |
| NME                     | 6/10        |
| The Observer            | [ 10 ]      |
| PopMatters              | 6/10        |

《Strangeland》는 영국의 얼터너티브 록 밴드 킨의 네 번째 스튜디오 음반으로, 2012년 5월 4일, 아일랜드 레코드를 통해 발매되었다. 이 음반은 《Perfect Symmetry》 (2008년) 이후 4년 만의 스튜디오 음반이자, 베이시스트 제시 퀸이 정식 멤버로 참여한 첫 작품이다.
정식 발매에 앞서 두 개의 싱글이 공개되었는데, 〈Silenced by the Night〉는 2012년 3월 13일 국제적으로 발매되었으며, 〈Disconnected〉는 같은 해 4월 27일 발매되었다. 특히 〈Disconnected〉의 뮤직 비디오는 2012년 10월 22일, Q 어워드에서 최우수 비디오 상을 수상하였다. 음반은 대체로 엇갈린 평가를 받았으나, 영국 음반 차트에서 킨의 다섯 번째 연속 1위 음반이 되었다.

## 배경
킨은 2010년에 《Strangeland》를 위한 데모 작업을 시작하였다. 2011년 5월, 밴드는 영국의 프로듀서 댄 그레치마거랫과 만나 본격적인 작업에 들어갔다. 팀 라이스 옥슬리에 따르면, 그레치마거랫은 "엄청난 킨의 팬"이라고 한다. 프로듀서인 그레치는 밴드가 "초기 두 음반의 작곡 방식으로 돌아가고 싶어 했다"고 밝히며, 동시에 "풍성하면서도 단순한 사운드를 내는 음반"을 만들고자 했다고 전했다. 라이스 옥슬리는 이 음반이 백신스의 2011년 음반 《What Did You Expect from the Vaccines?》에서 영향을 받았다고 밝혔는데, 이 음반 역시 그레치마거랫이 프로듀싱한 작품이다. 그는 "우리는 댄 그레치가 백신스 음반에서 해낸 작업을 정말 좋아했습니다. 그 음반은 막 나온 참이었습니다. 그는 라디오헤드와도 작업했고, 내가 정말 좋아했던 하울링 벨스의 두 번째 음반도 프로듀싱했습니다."고 말했다.
킨의 이전 스튜디오 음반인 《Perfect Symmetry》 (2008년)와 비교할 때, 《Strangeland》는 작곡 자체에 더 큰 중점을 두고 있다. 밴드는 "프로덕션 중심이 아닌, 곡 자체의 완성도에 집중하고 싶었다. 좋은 곡을 얻기 위해 수많은 별로인 곡들을 써야 한다."고 밝혔다. 톰 채플린 또한 이 음반의 사운드가 킨의 초기 스타일을 떠올리게 한다고 말하며, 《Perfect Symmetry》에 대해 “조금 자기만족적인 음반이었다”고 평했다.

## 상업적 성과
영국에서 《Strangeland》는 발매 첫 주 47,839장의 판매고를 올리며 영국 음반 차트 1위로 데뷔하였다. 이로써 킨은 네 음반 연속 1위를 기록하게 되었으며, 이는 당시 ABBA (8장), 레드 제플린 (8장), 비틀즈 (7장), 오아시스 (7장), 에미넴 (6장)에 이어 여섯 번째에 해당하는 기록이었다. 이 음반은 영국 내에서 20만 장 이상 판매되며 골드 인증을 받았다. 《Strangeland》는 아일랜드와 네덜란드에서도 1위를 기록하였으며, 두 나라 모두에서 두 번째로 정상을 차지한 킨의 음반이 되었다. 미국에서는 빌보드 200 차트에서 17위로 데뷔 및 최고 순위를 기록하였다.

## 곡 목록
모든 곡들은 킨에 의해 작사/작곡하였다.
| #   | 제목                             | 재생 시간 |
| --- | -------------------------------- | --------- |
| 1.  | 〈You Are Young〉                | 3:35      |
| 2.  | 〈Silenced by the Night〉        | 3:16      |
| 3.  | 〈Disconnected〉                 | 3:57      |
| 4.  | 〈You Haven't Told Me Anything〉 | 3:47      |
| 5.  | 〈Sovereign Light Café〉         | 3:38      |
| 6.  | 〈On the Road〉                  | 3:56      |
| 7.  | 〈The Starting Line〉            | 4:12      |
| 8.  | 〈Black Rain〉                   | 3:46      |
| 9.  | 〈Neon River〉                   | 4:52      |
| 10. | 〈Day Will Come〉                | 3:11      |
| 11. | 〈In Your Own Time〉             | 3:43      |
| 12. | 〈Sea Fog〉                      | 3:25      |

## 인증
| 국가       | 인증 | 판매량/출하량 |
| ---------- | ---- | ------------- |
| 영국 (BPI) | 골드 | 213,165       |